# Mitt Romney
Willard Mitt Romney (født 12. marts 1947 i Detroit i USA) er en amerikansk forretningsmand og politiker tilhørende Det republikanske parti som siden 2019 var været senator fra Utah. Han var delstaten Massachusetts' 70. guvernør fra 2002 til 2007. Han har i to omgange forsøgt at opnå nominering som republikanernes præsidentkandidat. Første gang til valget i 2008, hvor han tabte til John McCain. 
I april 2011 tilkendegav Romney sit kandidatur til præsidentvalget i 2012 og sikrede sig efter en relativ lang primærvalgkamp en majoritet af delegerede i kamp mod Ron Paul, Rick Perry, Newt Gingrich og Rick Santorum. Romney blev officielt udpeget til præsidentkandidat den 28. august 2012 på det republikanske partikonventet i Tampa, Florida.

## Baggrund og karriere
Mitt Romneys far George W. Romney var guvernør i Michigan 1963-1969. Romney giftede sig i 1968 med Ann Romney. Mitt og Ann Romney har fem sønner og ti børnebørn (2007). Romney har i sin ungdom tilbragt 30 måneder som missionær i Frankrig for mormonkirken Jesu Kristi Kirke af Sidste Dages Hellige. Udover hans mission har han også haft forskellige lederstillinger i mormonkirken bl.a. som biskop (øverste leder i en mormonmenighed) og som stavspræsident (øverste leder for mormonmenighederne i Boston). 
Spørgsmål i forbindelse med hans medlemskab af det kontroversielle trossamfund har konstant jaget ham igennem hans kampagner for at blive valgt som præsidentkandidat. Især mormonkirkens tidligere forbud mod sorte præster og blandede ægteskaber, som først blev ophævet i 1978, da Romney var 31 år gammel, har givet anledning til spørgsmål vedrørende Romneys holdning til sorte. Også Romneys holdning til homoseksuelles rettigheder har været et flittigt berørt emne, da mormonkirken i 2008 var en af hovedsponsorerne for kampagnen imod homoægteskaber i Californien. 
Mitt Romney aflagde i 1971 sin grundeksamen ved Brigham Young University i Provo i delstaten Utah. Han fortsatte sine studier ved Harvard University. Der aflagde han i 1975 både juristeksamen og MBA. Derefter fik han arbejde han for konsulentfirmaet Bain & Company, hvor han blev CEO. Som en spin-off grundlagde Mitt kapitalfonden Bain Capital & Co som er en af de førende kapitalfonde i USA.
Mitt Romney har en privat formue på mellem 1 og 1,5 milliarder kroner, hvor en del af formuen er placeret i udenlandske banker.

## Politisk karriere
I 1994 forsøgte han at blive valgt som senator for Massachusetts, men blev slået af Edward Kennedy. Han fik imidlertid 41 procent af stemmerne, mere end nogen anden republikaner havde opnået i noget kandidatur mod Kennedy.
Fra 1999 var han chef for den organisationskomite, der stod for afviklingen af de Olympiske Lege 2002 i Salt Lake City.
I 2003 blev han guvernør i Massachusetts, en post som han bestred frem til 2007. 
Mens han var guvernør i Massachusetts, fik han indført obligatorisk sundhedsforsikring for alle. Dette var den første stat i USA, som indførte en sådan ordning.
Ved valget i 2018 blev han valgt som senator for Utah. Han meddelte i 2023 at han ikke vil stille op til genvalg i 2024.

### Præsidentkandidatur 2008
I februar 2007 erklærede Mitt Romney sig formelt som republikansk præsidentkandidat til valget i 2008. Et år senere trak han sig tilbage og gav i stedet sin støtte til republikanernes endelige kandidat John McCain, der efterfølgende tabte valget til Barack Obama.

### Præsidentkandidatur 2012
I april 2011 annoncerede Romney, at han stillede op som republikansk præsidentkandidat frem mod valget i 2012. Han kæmpede således med sine republikanke kollegaer om partiets nominering ved de indledende primærvalg. Undervejs i hans nomineringskampagne har Romney mødt kritik af skabelsen af hans personlige formue, hvor han ikke har betalt den samme skatteprocent som almene amerikanere, da hans formue er skabt gennem kapitalgevinster på investeringer, der ikke beskattes i samme grad som lønindtægt. Han accepterede derfor at frigive sine personlige skatteoplysninger for at skabe klarhed om sagen.
Den 28. august 2012 blev Mitt Romney officielt valgt som præsidentkandidat for Republikanerne. Romney tabte præsidentvalget.